# Jacques Aschenbroich
 (août 2016).
Si vous disposez d'ouvrages ou d'articles de référence ou si vous connaissez des sites web de qualité traitant du thème abordé ici, merci de compléter l'article en donnant les références utiles à sa vérifiabilité et en les liant à la section « Notes et références ».
Jacques Aschenbroich, né le 3 juin 1954 à Lyon (VIe arrondissement), est un dirigeant d’entreprise français. PDG de Valeo jusqu'au 26 janvier 2022, il est depuis Président du Conseil d'administration de Valeo. Depuis le 19 mai 2022, il est également Président non-exécutif d'Orange.

## Biographie

### Formation
Jacques Aschenbroich passe son baccalauréat au lycée Ampère de Lyon avant d'entrer en classes préparatoires au lycée du Parc à Lyon. En 1975 il intègre l'École nationale supérieure des mines de Paris, dont il suit successivement le cycle d’Ingénieur civil des mines (promotion 1975) puis du Corps des mines (promotion 1978).

### Carrière dans le secteur public
En 1981 à 1985, il est directeur adjoint et chargé de mission auprès du préfet de la région Lorraine. il est chargé de mission pour les problèmes économiques auprès du Préfet, Commissaire de la République de la région Lorraine et Délégué régional adjoint de l'Agence nationale de valorisation de la recherche (Anvar). En 1985, il devient directeur de l'équipe industrielle pour la DATAR. De 1986 à 1987 il prend les responsabilités de coordinateur de l'équipe de localisation des activités industrielles et tertiaires de la Datar avant d'intégrer le cabinet du Premier ministre Jacques Chirac comme conseiller technique pour les affaires industrielles entre 1987 et 1988.

### Carrière dans le secteur privé
De 1988 à 2008 il intègre Saint-Gobain. Il a ainsi dirigé les filiales du groupe au Brésil et en Allemagne et pris la direction de la Branche Vitrage et matériaux haute performance de Saint-Gobain. De 1996 à 2007 il est PDG de Saint-Gobain Vitrage.
En 2008, Bruxelles inflige une amende de 896 millions d'euros pour entente sur les vitrages automobiles. Jacques Aschenbroich quitte alors Saint-Gobain pour Valéo,.
Il est administrateur-directeur général de l’équipementier automobile Valeo de 2009 à 2016, puis président-directeur général à partir de 2016.
En 2015, sa rémunération est estimée à 3,34 millions d'euros.
En octobre 2017, la Harvard Business Review classe Jacques Aschenbroich 4e dans le classement général des patrons les plus performants au monde,. L'année suivante, il est classé à la 5ème position.
En mai 2019, son mandat est renouvelé pour 4 ans.
En janvier 2022, les fonctions de président et de directeur général de Valeo sont dissociées. Aschenbroich reste président jusqu'en mai 2023, tandis que Christophe Périllat, jusqu'alors Directeur Général délégué, en devient directeur général.
En mars 2022, le comité des nominations du conseil d'administration d'Orange recommande de lui confier la présidence non-exécutive de son conseil, mais cette proposition se heurte à la limite d'âge statutaire de 70 ans. Le 19 mai 2022, il est officiellement nommé à ce poste. Or il est déjà administrateur de BNP Paribas, dont la filiale Hello Bank est concurrente d'Orange Bank. D'où un risque de conflit d'intérêts. Jacques Aschenbroich doit donc se déporter au conseil d'administration de BNP Paribas.

## Autres mandats
- Président du conseil d'administration de l’École nationale supérieure des mines de Paris (de 2012 à 2024)
- Conseiller du commerce extérieur de la France.
- Administrateur indépendant de Total (depuis mai 2021)[19];
- Administrateur de BNP PARIBAS (depuis mai 2017), et membre du Comité des comptes[20];
- Administrateur indépendant de Veolia [rémunération environ 90 000 €/an en 2019 & 2020][21]
- Membre du groupe européen de la commission trilatérale[22]

## Distinctions
- Officier de la Légion d'honneur(14 juillet 2015)
- Officier de l'ordre national du Mérite(13 mai 2011)

## Vie privée
Jacques Aschenbroich est marié et père de trois enfants.